# Reservage
A reservage mélynyomású grafikai eljárás, amelyet a 19. sz. elejétől alkalmaznak, hatásos nyomatokat eredményez, és más technikákkal is kitűnően kombinálható.

## Technikája
A módszer lényege, hogy a simára csiszolt és alaposan zsírtalanított lemezre prefarált tintába mártott ecsettel vagy tollal rajzolnak.
A prefarált tinta 2 rész tintából, 0,5 rész gumiarábikumból és 1 rész cukorból készül. Az oldat töménysége meleg víz hozzáadásával szabályozható.
Ha a rajz megszáradt, folyékony alapozóval vonjuk be a lemez teljes felületét. Közvetlen ezután folyóvíz alá tesszük a lemezt. A víz behatol az oldatba, a benne levő cukortól megduzzad, és felrepeszti a felette lévő alapozást. A lemezt puha ronggyal, szőrecsettel simogatva a folyamat felgyorsítható. A művelet a rajz kimosódását eredményezi, vagyis a kirepesztett vonalak és foltok helyén a lemezt szabadon éri a maró folyadék. A szélesebb foltokat maratás előtt célszerűbb megaquatintázni. Különböző tónusfokozatokat is elérhetünk, ha a kimosást megszakítjuk, vagy fokozatosan lefedjük.